# قائمة أضرحة أوزبكستان

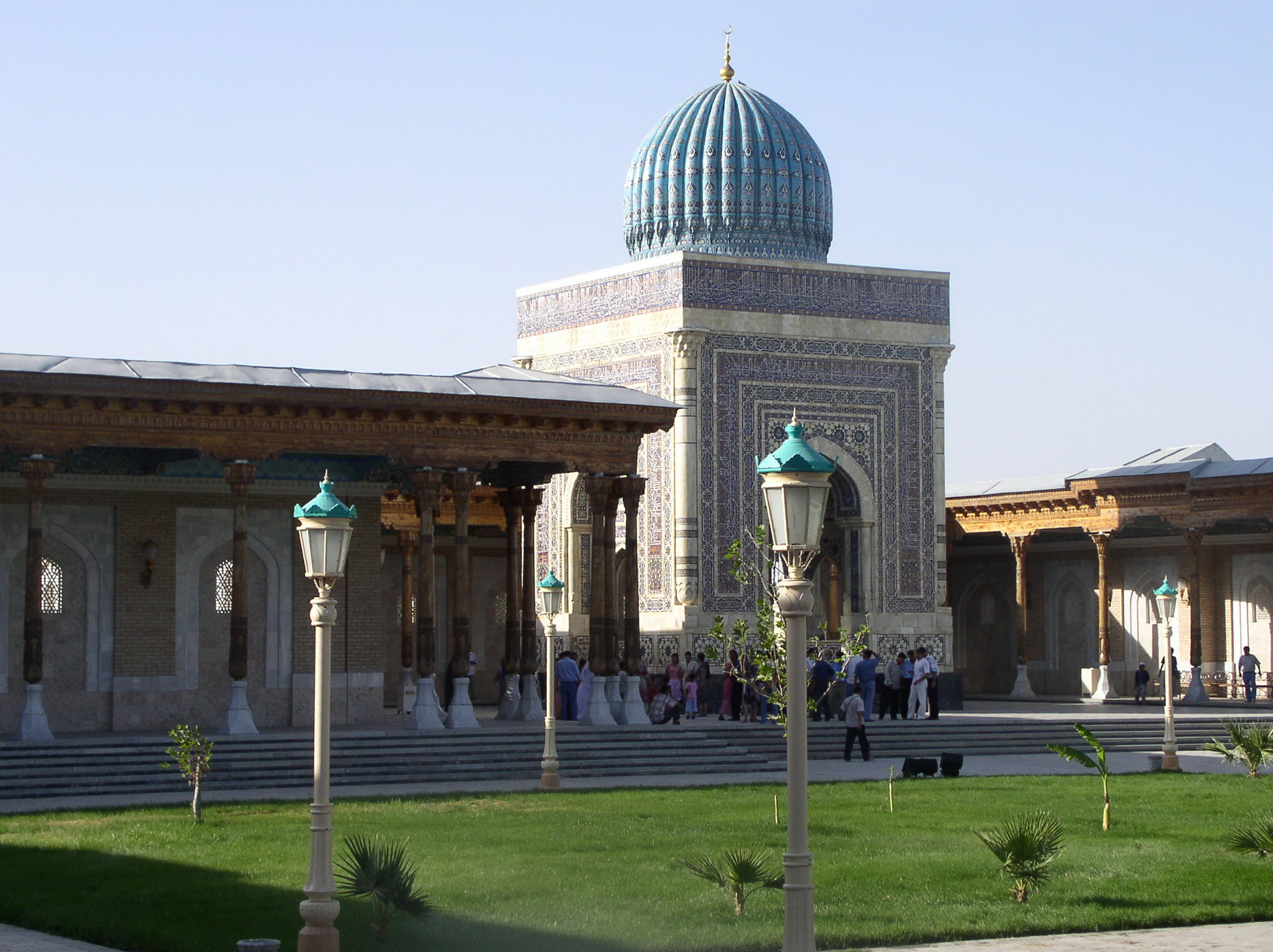
ضريح البخاري

الضَّرِيحُ [الجمع: ضرائح] مُشيَّدة معمارية تُبنى على قبر أحد الأشخاص تخليداً لذكراه. ويختلف المَقام عنه من ناحية أنه ليس بالضرورة أن يكون المَقام مكان دفن أو قبر بل من الممكن أن يكون مكان إقامته في يوم من الأيام أو مكان ممارسة الطقوس الدينية أو كان قد مر عليه في يوم من الأيام، ومن ثم اشتهر هذا أو ذاع بين الناس على أنه أحد مقاماتهم فيشاد على هذا المكان بناء أو مكان عبادة ديني لكي يزوره الناس.

## قائمة أضرحة أوزبكستان
تحتوي هذه القائمة على أسماء أضرحة في أوزبكستان.
- ضريح البخاري
- ضريح قتيبة بن مسلم الباهلي
- ضريح قثم بن العباس
- كور أمير